# Casa Bombelli
Casa Bombelli és un habitatge del municipi de Cadaqués (Alt Empordà) inclòs en l'Inventari del Patrimoni Arquitectònic de Catalunya.

## Descripció
Situada al bell mig del nucli urbà de la població de Cadaqués, molt propera a l'església de Santa Maria i a la platja de Portdoguer.
Edifici unifamiliar entre mitgeres de planta més o menys quadrada, amb la coberta d'un sol vessant de teula i distribuït en planta baixa i dos pisos. La façana principal està orientada al carrer Solitari, amb una disposició i tipologia de les obertures molt simple. Hi ha dos elements a destacar, el fet que l'accés a l'interior de la casa es faci per la segona planta i la llinda de pissarra situada damunt del portal d'accés. La façana posterior, orientada al carrer des Colomer, presenta grans obertures rectangulars a la planta baixa i al primer pis, que donen accés a un pati interior que il·lumina l'habitatge. A l'última planta hi ha una terrassa orientada al mar i a l'església de Santa Maria.
L'interior de l'edifici està organitzat entorn del pati, amb diferents nivells i replans i unes escales vertebradores de l'espai.
La construcció està arrebossada i emblanquinada.

## Història
A partir dels anys 50 Cadaqués es va convertir en un centre cultural important, on es reunien personatges de la burgesia catalana i artistes internacionals de ressò. Aquests fets, juntament amb l'increment de turisme, varen comportar la construcció de noves cases d'estiueig i la reforma de les antigues introduint variacions lligades a les darreres tendències arquitectòniques, encara que conservant, globalment, l'estil arquitectònic tradicional.
La casa fou construïda el 1961 pels arquitectes Peter Harnden i Lanfranco Bombelli, sent habitada per Lanfranco Bombelli i la seva família durant les seves llargues estades a Cadaqués.